# イット・カムズ・アット・ナイト
『イット・カムズ・アット・ナイト』（原題:It Comes at Night）は2017年にアメリカ合衆国で公開されたホラー映画である。監督はトレイ・エドワード・シュルツ、主演はジョエル・エドガートンが務めた。

## 概略
未知の病原体が世界を震撼させる中、ポールは必死で自分の家族を守ろうとしていた。そこへある家族が避難場所の提供を求めてきたので、ポールはやむなくその願いを聞き入れることにした。当初、2つの家族の関係は良好なものだったが、いつ終わるとも知れない恐怖に耐え続けるうちに、いつの間にか家の中で相互不信と狂気が渦巻くようになっていった。外部の脅威が強まるにつれて、ポールの内面にも深刻な変化が生じていた。彼が内に秘めていた怪物性が目覚めつつあったのである。

## キャスト
- ジョエル・エドガートン - ポール
- クリストファー・アボット - ウィル
- カルメン・イジョゴ - サラ
- ケルヴィン・ハリソン・Jr - トラヴィス
- ライリー・キーオ - キム
- グリフィン・ロバート・フォークナー - アンドリュー
- デヴィッド・ペンドルトン - バッド

## 製作
2015年5月、A24がトレイ・エドワード・シュルツ監督の新作2本に出資すると発表した。2016年6月、ジョエル・エドガートンが本作に出演するとの報道があった。8月、クリストファー・アボット、カルメン・イジョゴ、ライリー・キーオらの出演が決まった。同月、本作の主要撮影がニューヨークで始まった。

## 公開
2017年4月29日、本作はオーヴァールック映画祭でプレミア上映された。
当初、A24は本作の全米公開日を2017年8月25日に設定していたが、後に2017年6月9日公開に前倒しされた。

## 興行収入
本作は『Megan Leavey』や『ザ・マミー/呪われた砂漠の王女』と同じ週に公開され、公開初週末に700万ドル前後を稼ぎ出すと予想されていたが、実際の数字はこれを下回るものとなった。2017年6月9日、本作は全米2533館で封切られ、公開初週末に598万ドルを稼ぎ出し、週末興行収入ランキング初登場6位となった。Deadline.comは観客の評判が悪かったことが興行収入に響いたと分析している。

## 評価
本作は批評家から絶賛されている。映画批評集積サイトのRotten Tomatoesには217件のレビューがあり、批評家支持率は88%、平均点は10点満点で7.4点となっている。サイト側による批評家の見解の要約は「『イット・カムズ・アット・ナイト』は必要最小限のトラップを極限まで活用し尽くしている。同作は、スクリーンに映らないものが映るものと同じくらい怖いものであり得るということを証明している。」となっている。また、Metacriticには43件のレビューがあり、加重平均値は78/100となっている。なお、本作のCinemaScoreはDとなっている。

## 公式サイト
- 英語版公式サイト
- 日本語版公式サイト
- It Comes at Night - IMDb（英語）